# Льнозавод (Шабалинский район)
Льнозаво́д — посёлок в Шабалинском районе Кировской области России. Входит в состав Черновского сельского поселения.

## География
Посёлок находится в западной части Кировской области, в пределах Волжско-Ветлужской равнины, в подзоне южной тайги, на левом берегу реки Некрасиха, на расстоянии приблизительно 42 км (по прямой) к северо-востоку от Ленинского, административного центра района.
Климат
Климат характеризуется как континентальный, с продолжительной холодной снежной зимой и умеренно тёплым коротким летом. Среднегодовая температура — 1,6 °C. Средняя температура воздуха самого холодного месяца (января) составляет −13,8 °C; самого тёплого месяца (июля) — 17,5 °C . Безморозный период длится 89 дней. Годовое количество атмосферных осадков — 721 мм, из которых 454 мм выпадает в тёплый период.
Часовой пояс
Посёлок Льнозавод, как и вся Кировская область, находится в часовой зоне МСК (московское время). Смещение применяемого времени относительно UTC составляет +3:00.

## Население
| 2010 |
| ---- |
| 11   |

Половой состав
По данным Всероссийской переписи населения 2010 года, в гендерной структуре населения мужчины составляли 45,5 %, женщины — соответственно 54,5 %.
Национальный состав
Согласно результатам переписи 2002 года, в национальной структуре населения русские составляли 100 % из 15 чел.